# Палм-Бич (округ)
Палм-Бич (англ. Palm Beach county) — округ штата Флорида Соединённых Штатов Америки. На 2000 год в нём проживало 1 131 184 человека. По оценке бюро переписи населения США в 2008 году население округа составляло 1 265 293 человек. Таким образом Палм-Бич является третьим по населению округом штата и двадцать девятым по США. Окружным центром является город Уэст-Палм-Бич. Более 40 процентов населения округа проживает в немуниципальных территориях вдоль Атлантического побережья.
Благодаря расположенным здесь богатым прибрежным городам Палм-Бич, Джупитер, Маналапан и другим, округ Палм-Бич является самым богатым в штате Флорида, со средним доходом населения $44 518 (в 2004 году).

## История
Округ Палм-Бич был сформирован в 1909 году. Он был назван в честь первой из основанных здесь общин — Палм-Бич, которая получила своё название благодаря изобилующим здесь пальмам и пляжам (англ. beach — пляж).